# Zushidian
Zushidian (kinesiska: 祖市殿, 祖市殿乡) är en socken i Kina. Den ligger i provinsen Hunan, i den södra delen av landet, omkring 220 kilometer väster om provinshuvudstaden Changsha.
Genomsnittlig årsnederbörd är 1 921 millimeter. Den regnigaste månaden är maj, med i genomsnitt 308 mm nederbörd, och den torraste är december, med 52 mm nederbörd.